# Otto Krompholz
Otto Krompholz (3. února 1899 Třemošná – ?) byl fotbalista pražského německého klubu DFC Prag, záložník, reprezentant Československa.

## Fotbalová kariéra
Za československou reprezentaci odehrál v letech 1924–1926 dvě utkání. Debutoval za československou reprezentaci 25. května 1924 ve čtvrtfinále olympiády v Paříži při výhře 5–2 nad Tureckem. Semifinále se Švýcarskem již nehrál. Podruhé hrál 28. června 1926 v Záhřebu při výhře 6–2 nad Jugoslávií.

## Ligová bilance
| Ročník              | Zápasy | Góly | Klub     |
| ------------------- | ------ | ---- | -------- |
| Asociační liga 1925 | 6      | 2    | DFC Prag |
| CELKEM              | 6      | 0    |          |